# Суперництво футбольних клубів «Ліверпуль» і «Манчестер Юнайтед»
Суперництво між футбольними клубами «Ліверпуль» і «Манчестер Юнайтед», також відоме як Північно-західне дербі (англ. Північно-Західному дербі) — одне з найзначніших футбольних протистоянь в англійському футболі. Обидва клуби, що розташовані в регіоні Північно-Західна Англія, є найуспішнішими футбольними клубами в історії англійського футболу, які виграли в сукупності понад 120 великих трофеїв. Матчі між ними, зазвичай, проходять опівдні за британським часом через величезний інтерес з боку телебачення, а також для запобігання появи великої кількості п'яних уболівальників.

## Витоки суперництва

### Суперництво між містами
Дане суперництво можна розглядати як конкуренцію між двома містами, яка існує ще з часів промислової революції. У ті часи обидва міста змагалися за домінування на північно-заході Англії: Манчестер був відомий своїми виробничими потужностями, а Ліверпуль — своїм портом . Після будівництва судноплавного каналу Манчестера, морські судна могли плисти в обхід Ліверпуля і транспортувати товари безпосередньо в Манчестер. На гербах «Манчестер Юнайтед» і «Манчестер Сіті» зображено корабель в судноплавному каналі Манчестера. З тих пір обидва міста тривалий час були в занепаді, але останнім часом вони активно розвиваються. З останніх подій для Манчестера можна відзначити проведення в ньому Ігор Співдружності 2002 року, а Ліверпуль був обраний Культурною столицею Європи 2008 року.

### Футбольне суперництво
Обидві команди називають «найбільшими футбольними клубами Англії»: «Ліверпуль» виграв в цілому 58 трофеїв, а «Манчестер Юнайтед» 60 трофеїв. «Ліверпуль» домінував в Англії в 1970-і та 1980-і роки, вигравши за цей період 11 чемпіонських титулів Першого дивізіону і 4 Кубка європейських чемпіонів, включаючи виграш «требл» (Перший дивізіон, Кубок Ліги та Кубок європейських чемпіонів) в 1984 році. «Манчестер Юнайтед» був найуспішнішою англійською командою в 1990-і та 2000-і роки, вигравши в цей період 11 чемпіонських титулів, 2 «дубля», 1 «требл» (перемога в Лізі чемпіонів, Прем'єр-лізі і Кубку Англії) в 1999 році і «європейський дубль» (перемога у Прем'єр-лізі та Лізі чемпіонів) в 2008 році. Обидві команди також є найуспішнішими клубами Англії в єврокубках: «Ліверпуль» вигравав Кубок європейських чемпіонів 6 разів, а «Манчестер Юнайтед» 3 рази.
Крім суперництва на футбольному полі, «Манчестер Юнайтед» і «Ліверпуль» також є найприбутковішими англійськими клубами (у рейтингу доходів футбольних клубів) . Обидва клуби також мають найбільшу армію вболівальників, як в Англії, так і по всьому світу.
| Клуб              | Чемпіони Англії | Кубок Англії | Кубок Ліги | Суперкубок Англії | КЄЧ/ЛЧ | Кубок УЄФА | Кубок володарів кубків | Суперкубок УЄФА | Міжконтинентальний кубок | Клубний ЧС | Всього |
| ----------------- | --------------- | ------------ | ---------- | ----------------- | ------ | ---------- | ---------------------- | --------------- | ------------------------ | ---------- | ------ |
| Манчестер Юнайтед | 20              | 12           | 5          | 21                | 3      | 1          | 1                      | 1               | 1                        | 1          | 66     |
| Ліверпуль         | 19              | 7            | 8          | 15                | 6      | 3          | 0                      | 4               | 0                        | 1          | 63     |
| Разом             | 39              | 19           | 13         | 36                | 9      | 4          | 1                      | 5               | 1                        | 2          | 129    |

Дані актуальні станом на 26 червня 2020 року

## Трансфери футболістів
Суперництво між клубами є настільки принциповим, що після трансферу в 1964 році Філа Чізнела з «Манчестера» в «Ліверпуль», більше жоден гравець не переходив до команди-конкурента безпосередньо . Кілька гравців, однак змогли пограти за обидва клуби, але не за допомогою прямого трансферу, а виступаючи в проміжках за інші команди: наприклад, Пол Інс (виступав за «Інтернаціонале»), Пітер Бірдслі («Ванкувер Вайткепс» і «Ньюкасл Юнайтед») і Майкл Овен («Реал Мадрид», «Ньюкасл Юнайтед»).
У 2007 році з'явилась інформація про можливий трансфер Габріеля Гайнце з «Юнайтед» в «Ліверпуль», але керівництво «Юнайтед» наклало заборону на переговори аргентинського захисника з клубом-конкурентом. Гайнце було дозволено перейти тільки в клуб не з Англії . Після цього Хайнце перейшов в «Реал Мадрид».
| Дата          | Ім'я           | З клубу           | У клуб            | Сума трансферу |
| ------------- | -------------- | ----------------- | ----------------- | -------------- |
| Серпень 1912  | Том Чорлтон    | Ліверпуль         | Манчестер Юнайтед |                |
| Листопад 1913 | Джекі Шелдон   | Манчестер Юнайтед | Ліверпуль         |                |
| Вересень 1920 | Том Міллер     | Ліверпуль         | Манчестер Юнайтед | £2000          |
| Травень 1921  | Фред Гопкін    | Манчестер Юнайтед | Ліверпуль         |                |
| Лютий 1929    | Том Рід        | Ліверпуль         | Манчестер Юнайтед |                |
| Січень 1938   | Тед Севідж     | Ліверпуль         | Манчестер Юнайтед |                |
| Листопад 1938 | Алленбі Чілтон | Ліверпуль         | Манчестер Юнайтед |                |
| Лютий 1954    | Томас Макналті | Манчестер Юнайтед | Ліверпуль         | £7000          |
| Квітень 1964  | Філ Чізнел     | Манчестер Юнайтед | Ліверпуль         | £25 000        |

## Статистика матчів
Станом на 24 січня 2021 року.
| Змагання      | Перемоги «Манчестер Юнайтед» | Нічиї | Перемоги «Ліверпуля» |
| ------------- | ---------------------------- | ----- | -------------------- |
| Ліга          | 68                           | 50    | 57                   |
| Кубок Англії  | 10                           | 4     | 4                    |
| Кубок Ліги    | 2                            | 0     | 3                    |
| Європа        | 0                            | 1     | 1                    |
| Інші          | 1                            | 3     | 2                    |
| Всього        | 81                           | 58    | 67                   |
| Всього матчів | 206                          | 206   | 206                  |